# ヴァイオリン協奏曲第2番 (ヴィエニャフスキ)
ヘンリク・ヴィエニャフスキの《ヴァイオリン協奏曲 第2番 ニ短調》は、この作曲家の代表作の一つ。ロマン派音楽の代表的なヴァイオリン協奏曲の一つである
1856年に着手されたらしい。1862年11月27日にサンクトペテルブルクにおいて、アントン・ルビンシテイン指揮のもと、作曲者自身の独奏で初演された。1870年の出版譜において、親友のパブロ・デ・サラサーテへの献辞が書き込まれた。演奏時間は約23分ほどである。

## 編成
独奏ヴァイオリン、フルート2、オーボエ2、クラリネット2、ファゴット2、ホルン2、トランペット2、トロンボーン3、ティンパニ、弦5部

## 楽曲構成
以下の3楽章からなる。
1. アレグロ・モデラート Allegro moderato
2. 「ロマンス」アンダンテ・ノン・トロッポ Romance: Andante non troppo
3. アレグロ・コン・フォーコ～アレグロ・モデラート（ジプシー風に） Allegro con fuoco - Allegro moderato (à la Zingara)

第1楽章においては、厳粛で不安な第1主題と、（独奏ホルンによって始まる）抒情的な第2主題の両方の要素が、独奏ヴァイオリンによって伸びやかに発展され、技巧的な装飾音を施されていく。切れ目なしに緩徐楽章へと突入する。このロマンス楽章は変ロ長調で、8分の12拍子のたゆたうような旋律に基づいている。中間部で印象的な山場が形成される。「アレグロ・コン・フォーコ」という発想記号のついたラプソディックな楽句とヴァイオリン独奏のカデンツァによって終楽章が導かれ、「ハンガリー風の」ジプシー様式による目まぐるしいロンドが始まる。第2エピソードと第3エピソードの途中で、第1楽章の第2主題が回想される。